# Allium efeae
Allium efeae — вид трав'янистих рослин родини амарилісові (Amaryllidaceae), ендемік Туреччини. Новий вид названий на честь турецького ботаніка проф. др. Асумана Ефе (Asuman Efe).

## Опис
Цибулина яйцеподібна, діаметром 1–3 см; зовнішні оболонки сіруватого або світло-коричневого кольору, цибулинки численні. Стебло 20–60 см, циліндричне. Листків 2–6, широко лінійні, завширшки 5–20 мм, сірувато-зелені, поля нерівномірно зубчасті або гладкі. Суцвіття діаметром 2–6 см. Оцвітина еліптично-ланцетна, завдовжки 6–7 мм і шириною 2–2.5 мм, яскраво-рожевого кольору з пурпуровою або зеленою серединною жилкою. Пиляки пурпурові. Зав'язь зелена, кругляста з 6 борознами. Коробочка яйцеподібна, діаметром 4–5 мм. Насіння чорне, ниркоподібне. 2n = 24.
Час цвітіння: травень і червень. Час плодоношення: червень і липень.

## Поширення
Ендемік Туреччини (північно-західна Анатолія).
Населяє відкриті лісові луки.